# Karolina Kołeczek
Karolina Kołeczek (* 15. Januar 1993 in Sandomierz) ist eine polnische Leichtathletin, die sich auf den 100-Meter-Hürdenlauf spezialisiert hat.

## Sportliche Laufbahn
Erste internationale Erfahrungen sammelte Karolina Kołeczek bei der Premiere der Olympischen Jugend-Sommerspiele in Singapur, bei denen sie ihren Vorlauf aber nicht beenden konnte. Im Jahr darauf gelangte sie bei den Junioreneuropameisterschaften in Tallinn bis ins Halbfinale und schied dort mit 14,03 s aus und auch bei den Juniorenweltmeisterschaften 2012 in Barcelona schied sie mit 13,66 s im Halbfinale aus. 2013 gewann sie bei den U23-Europameisterschaften in Tampere in 13,30 s die Silbermedaille hinter der Norwegerin Isabelle Pedersen und belegte anschließend bei den Spielen der Frankophonie in Nizza in 14,08 s den achten Platz. 2014 erreichte sie bei den Europameisterschaften in Zürich das Halbfinale, in dem sie mit 13,20 s ausschied. 2015 schied sie bei den Halleneuropameisterschaften in Prag mit 8,05 s im Semifinale über 60 m Hürden aus. Es folgte eine weitere Silbermedaille bei den U23-Europameisterschaften in Tallinn in 12,92 s hinter der Schweizerin Noemi Zbären. Daraufhin gelangte sie bei den Weltmeisterschaften in Peking bis in das Halbfinale und schied dort mit 12,97 s aus. Auch bei den Leichtathletik-Europameisterschaften 2016 in Amsterdam schied sie mit 13,09 s im Halbfinale aus und nahm anschließend an den Olympischen Spielen in Rio de Janeiro teil, bei denen sie mit 13,04 s im Vorlauf ausschied.
2017 scheiterte sie bei den Halleneuropameisterschaften in Belgrad mit 8,28 s in der ersten Runde über 60 m Hürden und anschließend wurde sie bei der Sommer-Universiade in Taipeh in 13,31 s Vierte. Im Jahr darauf schied sie dann bei den Hallenweltmeisterschaften in Birmingham mit 8,21 s im Halbfinale aus und im August klassierte sie sich bei den Europameisterschaften in Berlin in 13,11 s auf dem sechsten Platz. 2019 scheiterte sie bei den Halleneuropameisterschaften in Glasgow mit 8,37 s in der Vorrunde und Anfang Oktober schied sie bei den Weltmeisterschaften in Doha mit 12,86 s im Halbfinale aus. 2020 siegte sie in 12,98 s beim Memoriał Ireny Szewińskiej und im Jahr darauf schied sie bei den Halleneuropameisterschaften in Toruń mit 8,12 s im Halbfinale aus.
In den Jahren von 2013 bis 2017 sowie 2019 und 2020 wurde Kołeczek polnische Meisterin im 100-Meter-Hürdenlauf sowie 2013, 2015, 2016 und 2021 Hallenmeisterin über 60 m Hürden.

## Persönliche Bestzeiten
- 100 m Hürden: 12,75 s (+0,3 m/s), 16. Juni 2019 in Chorzów
  - 60 m Hürden (Halle): 7,96 s, 20. Februar 2021 in Toruń